# Lijst van voetbalinterlands Noord-Macedonië - Rusland
Deze lijst van voetbalinterlands is een overzicht van alle officiële voetbalwedstrijden tussen de nationale teams van Noord-Macedonië (het land speelde tussen 1993 en 2019 onder de naam Macedonië) en Rusland. De landen speelden tot op heden vier keer tegen elkaar. De eerste ontmoeting, een kwalificatiewedstrijd voor het Europees kampioenschap voetbal 2008, werd gespeeld in Skopje op 15 november 2006. Het laatste duel, een kwalificatiewedstrijd voor het Europees kampioenschap voetbal 2012, vond plaats op 2 september 2011 in Moskou.

## Wedstrijden
| № | Plaats | Datum            | Competitie           | Wedstrijd           | Uitslag |
| - | ------ | ---------------- | -------------------- | ------------------- | ------- |
| 1 | Skopje | 15 november 2006 | EK 2008 kwalificatie | Macedonië – Rusland | 0 – 2   |
| 2 | Moskou | 8 september 2007 | EK 2008 kwalificatie | Rusland – Macedonië | 3 – 0   |
| 3 | Skopje | 12 oktober 2010  | EK 2012 kwalificatie | Macedonië – Rusland | 0 – 1   |
| 4 | Moskou | 2 september 2011 | EK 2012 kwalificatie | Rusland – Macedonië | 1 – 0   |

## Samenvatting
| Competitie      | Totaal gespeeld | Winst Noord-Macedonië | Gelijk | Winst Rusland | Doelsaldo Noord-Macedonië – Rusland |
| --------------- | --------------- | --------------------- | ------ | ------------- | ----------------------------------- |
| EK-kwalificatie | 4               | 0                     | 0      | 4             | 0 − 7                               |
| Totaal          | 4               | 0                     | 0      | 4             | 0 − 7                               |

## Details

### Eerste ontmoeting
| EK 2008 kwalificatie (Skopje, Macedonië, 15 november 2006): |       |                                          |
| Macedonië                                                   | 0 – 2 | Rusland                                  |
|                                                             | goals | 18' Vladimir Bystrov 32' Andrej Arsjavin |

### Tweede ontmoeting
| EK 2008 kwalificatie (Moskou, Rusland, 8 september 2007):          |       |           |
| Rusland                                                            | 3 – 0 | Macedonië |
| Aleksej Berezoetski 5' Andrej Arsjavin 83' Aleksandr Kerzjakov 86' | goals |           |

### Derde ontmoeting
| EK 2012 kwalificatie (Skopje, Macedonië, 12 oktober 2010): |       |                        |
| Macedonië                                                  | 0 – 1 | Rusland                |
|                                                            | goals | 8' Aleksandr Kerzjakov |

### Vierde ontmoeting
| EK 2012 kwalificatie (Moskou, Rusland, 2 september 2011): |              | |
| Rusland | 1 – 0        | Macedonië |
| Igor Semsjov 41' | goals        | |
| Dick Advocaat | bondscoach   | John Toshack |
| Vjatsjeslav Malafejev Aleksandr Anjoekov Vasili Berezoetski Aleksej Berezoetski Joeri Zjirkov Konstantin Zyrjanov 60' Igor Denisov Igor Semsjov 46' Roman Sjirokov Andrej Arsjavin Aleksandr Kerzjakov 88' | opstellingen | Martin Bogatinov Vanče Šikov Goran Popov Nikolče Novevski Ivan Tričkovski 85' Veliče Šumulikoski Muhamed Demiri Goran Pandev Agim Ibraimi 66' Daniel Georgievski 75' Mirko Ivanovski |
| Roman Pavljoetsjenko 46' Dmitri Torbinski 60' Denis Gloesjakov 88' | wissels      | 66' Ferhan Hasani 75' Aleksandar Trajkovski 85' Muarem Muarem |
| Igor Denisov 56' Aleksandr Kerzjakov 61' Roman Sjirokov 71' | gele kaarten | 61' Muhamed Demiri 76' Veliče Šumulikoski 90' Nikolče Novevski |
| | rode kaarten | 42', 90+5' Goran Pandev |
| - Eerste interland van Macedonië onder leiding van bondscoach John Toshack. - Debuut van Muarem Muarem (Rabotnički) en Daniel Georgievski (HNK Šibenik) voor Macedonië.                                    |              | |

FFM · A-internationals · Bondscoaches · Statistieken · Macedonisch vrouwenelftal · Olympisch elftal · Noord-Macedonië U21 · Noord-Macedonië U20 · Noord-Macedonië U19 · Noord-Macedonië U18 · Noord-Macedonië U17 · Noord-Macedonië U16
1993 – 1999 ·
2000 – 2009 ·
2010 – 2019 ·
2020 − 2029
EK 2020
1993 · 
1994 · 
1995 · 
1996 · 
1997 · 
1998 · 
1999 · 
2000 · 
2001 · 
2002 · 
2003 · 
2004 · 
2005 · 
2006 · 
2007 · 
2008 · 
2009 · 
2010 · 
2011 · 
2012 · 
2013 · 
2014 · 
2015 · 
2016 ·
2017 ·
2018 ·
2019 ·
2020 ·
2021 ·
2022 ·
2023
Albanië ·
Andorra ·
Angola ·
Armenië ·
Australië ·
Azerbeidzjan ·
Bahrein ·
België ·
Bosnië en Herzegovina ·
Bulgarije ·
Canada ·
China ·
Cyprus ·
Denemarken ·
Duitsland ·
Ecuador ·
Egypte ·
Engeland ·
Estland ·
Faeröer ·
Finland ·
Georgië ·
Gibraltar ·
Hongarije ·
Ierland ·
IJsland ·
Iran ·
Israël ·
Italië ·
Jamaica ·
Joegoslavië ·
Kameroen ·
Kazachstan ·
Kosovo ·
Kroatië ·
Letland ·
Libanon ·
Liechtenstein ·
Litouwen ·
Luxemburg ·
Malta ·
Moldavië ·
Montenegro ·
Nederland ·
Nigeria ·
Noorwegen ·
Oekraïne ·
Oman ·
Oostenrijk ·
Paraguay ·
Polen ·
Portugal ·
Qatar ·
Roemenië ·
Rusland ·
Saoedi-Arabië ·
Schotland ·
Servië ·
Slovenië ·
Slowakije ·
Spanje ·
Tsjechië ·
Turkije ·
Verenigde Staten ·
Wales ·
Wit-Rusland · 
Zuid-Korea ·
Zweden
Nederland (2021) · 
Oekraïne (2021) · 
Oostenrijk (2021)
RFS · A-internationals · Bondscoaches · Selecties · Statistieken · Russisch vrouwenelftal · Rusland U21 · Rusland U20 · Rusland U19 · Rusland U18 · Rusland U17 · Rusland U16
1912 – 1914 · 
1992 – 1999 · 
2000 – 2009 · 
2010 – 2019 ·
2020 − 2029
EK 1992** · 
EK 1996 · 
EK 2004 · 
EK 2008 · 
EK 2012 · 
EK 2016 · 
EK 2020
WK 1994 · 
WK 1998 · 
WK 2002 · 
WK 2006 · 
WK 2010 · 
WK 2014 · 
WK 2018
OS 1912
1912 · 
1913 · 
1914 · 
1915–1991 · 
1992 · 
1993 · 
1994 · 
1995 · 
1996 · 
1997 · 
1998 · 
1999 · 
2000 · 
2001 · 
2002 · 
2003 · 
2004 · 
2005 · 
2006 · 
2007 · 
2008 · 
2009 · 
2010 · 
2011 · 
2012 · 
2013 · 
2014 · 
2015 · 
2016 · 
2017 · 
2018 ·
2019 ·
2020 ·
2021 ·
2022 ·
2023 ·
2024 ·
2025
Albanië ·
Algerije ·
Andorra · 
Argentinië ·
Armenië · 
Azerbeidzjan · 
België ·
Bolivia · 
Brazilië ·
Brunei ·
Bulgarije · 
Chili ·
Costa Rica ·
Cuba ·
Cyprus · 
Denemarken · 
Duitsland · 
Egypte ·
Engeland ·
El Salvador ·
Estland · 
Faeröer · 
 Finland · 
Frankrijk · 
Georgië · 
Ghana ·
Grenada ·
Griekenland · 
Hongarije ·
Ierland ·
IJsland ·
Irak ·
Iran ·
Israël · 
Italië ·
Ivoorkust ·
Japan ·
Joegoslavië ·
Kameroen ·
Kazachstan ·
Kenia ·
Kirgizië ·
Kroatië · 
Letland · 
Liechtenstein · 
Litouwen · 
Luxemburg ·  
Malta ·
Marokko · 
Mexico · 
Moldavië · 
Montenegro · 
Nederland · 
Nieuw-Zeeland ·
Noord-Ierland · 
Noord-Macedonië ·
Noorwegen · 
Oekraïne · 
Oezbekistan ·
Oostenrijk · 
Polen ·
Portugal ·
Qatar · 
Roemenië · 
San Marino · 
Saoedi-Arabië · 
Schotland · 
Servië · 
Slovenië · 
Slowakije · 
Spanje · 
Syrië ·
Tadzjikistan ·
Tsjechië · 
Tunesië ·
Turkije ·
Uruguay · 
Verenigde Arabische Emiraten · 
Verenigde Staten ·
Vietnam  ·
Wales · 
Wit-Rusland ·
Zambia · 
Zuid-Korea · 
Zweden · 
Zwitserland
Algerije (2014) · 
België (2014) · 
België (2021) · 
Denemarken (2021) ·
Egypte (2018) ·
Engeland (2016) ·
Finland (2021) ·
Griekenland (2008) ·
Griekenland (2012) ·
Kroatië (2018) ·
Nederland (2008) ·
Polen (2012) ·
Saoedi-Arabië (2018) ·
Slowakije (2016) ·
Spanje (2008, groepsfase) ·
Spanje (2008, halve finale) ·
Spanje (2018) ·
Tsjechië (2012) ·
Uruguay (2018) ·
Wales (2016) ·
Zuid-Korea (2014) ·
Zweden (2008)
** = Onder de naam Gemenebest van Onafhankelijke Staten